# 哈雷德·博尔格蒂
哈雷德·博尔格蒂（Jared Francisco Borgetti Echeverría，1973年8月14日—），墨西哥足球運動員，司職前鋒。博尔格蒂有一綽號——「沙漠之狐」（El Zorro del Desierto）。身材高大瘦長的他，以驚人的彈跳力和頭槌而聞名。

## 生平

### 球會
博尔格蒂祖先是意大利人，由祖父母一代已移民至墨西哥。而他的球員生涯，乃在墨西哥聯賽球會 阿特拉斯展開，於1994年3月6日首度於聯賽出賽。兩季後轉投山度士拉干納(Santos Laguna)，效力期間連續三年成為聯賽神射手。隨後他加盟迪聖拉諾亞(Dorados de Sinaloa)，僅一年就轉投帕丘卡（CF Pachuca）。
2005年夏季，博尔格蒂以九十萬英鎊轉會費加盟英超球會保頓。雖然涉及轉會費數額不高，但乃足球史上首位墨西哥球員加盟英超球會。博尔格蒂在保頓期間在不少比賽有入球，包括英格兰足总杯、欧洲联盟杯、英格兰联赛杯和英超联赛。他第一次正式在英格兰出场是在2005年8月24日2-0战胜纽卡斯尔联的比赛。而在2005年9月15日，博尔顿俱乐部111年历史上第一次亮相欧洲赛场的欧洲联盟杯比赛中，博尔格蒂在补时阶段的一粒入球将比分改写为2-1，帮助球队客场战胜了普罗夫迪夫火车头（Lokomotiv Plovdiv）。
博尔格蒂於2006年加盟沙特球會伊蒂哈德，半季後重返墨西哥聯賽球會藍十字。

### 國家隊
博尔格蒂乃於1997年2月5日首度代表墨西哥出戰，對手是厄瓜多爾。數年間出色表現，使博尔格蒂成為了墨西哥國家隊的主力，也於隨後的2001年美洲國家盃、2002年世界杯和2004美洲國家盃中取得不少入球。
博尔格蒂國家隊生涯中最引人稱道者，莫過於在2005年联合会杯上。这位高大前锋在这届赛事中面对世界强队巴西与德国共进三球，把墨西哥带到了第四名的位置。
在随队征战完2006年世界杯预选赛之后，博尔格蒂以77次出场、进38球的战绩，超越了前辈埃尔南德斯和卡洛斯·埃尔莫西略（Carlos Hermosillo），成为了墨西哥国家队历史上的第一射手。

## 外部連結
- 簡介（西班牙文）